# نیکلاس نونز
نیکلاس نونز (انگلیسی: Nicolás Núñez؛ زادهٔ ۱۲ سپتامبر ۱۹۸۴) بازیکن سابق فوتبال و یک مدیر فوتبال اهل شیلی است که در میانه میدان بازی می‌کرد.  